# Exorcisme

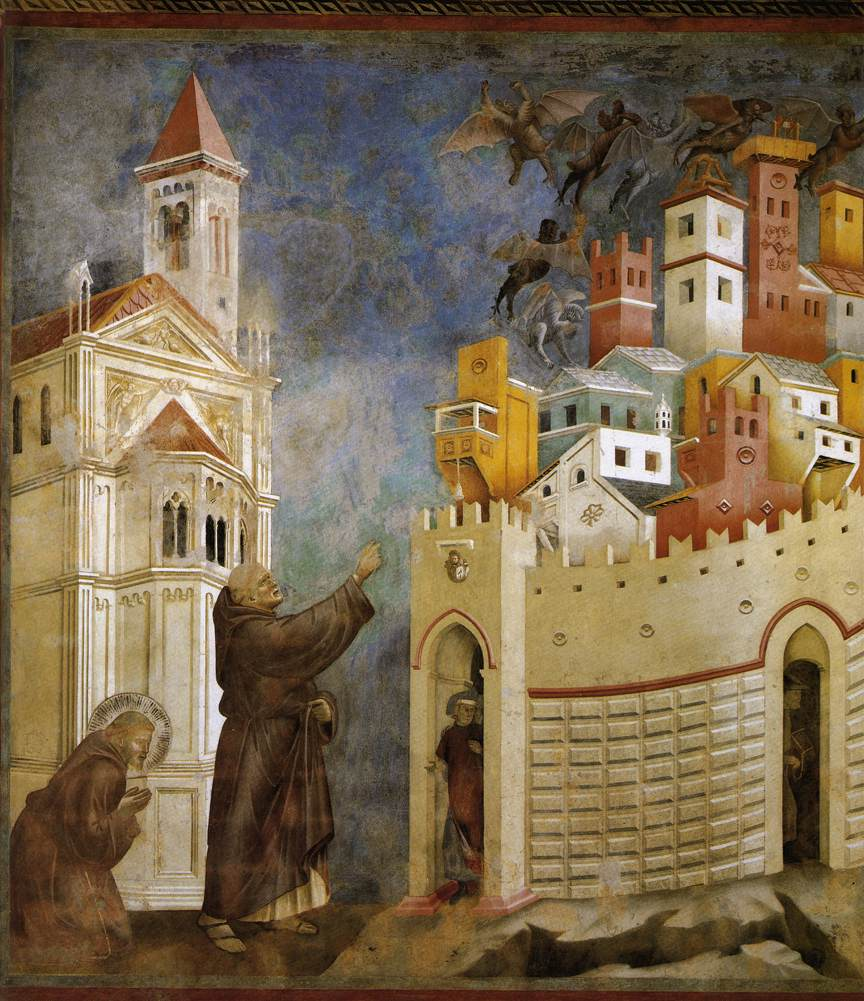
Saint François et les diables, œuvre de Giotto.

Pour les articles homonymes, voir Exorcisme (homonymie).
L'exorcisme est un rituel religieux destiné à expulser un esprit maléfique qui s'est emparée d'un être humain, ou plus rarement d'un animal, d'un lieu ou d'un objet. Le mot provient du grec ancien ἐξορκισμός (exorkismós) : « action d'obliger quelqu’un à accomplir une action en lui faisant prêter serment » passé directement en latin : exorcismus.
L'existence de cette pratique est supposée en Mésopotamie dès le IIe millénaire av. J.-C. et attestée au Ier millénaire av. J.-C.. Il est également présent dans le chamanisme caucasien, les rituels africains et le vaudou.
On la retrouve dans l'Ancien Testament, où le bouc émissaire chargé des fautes des Israélites est envoyé dans le désert (Lv 16,20-22). 
Dans le Nouveau Testament, Jésus exorcise à plusieurs reprises des possédés. De même, ses disciples chassent en son nom les démons. L'exorcisme est pratiqué dans les diverses confessions chrétiennes.
Dans l'islam, le Coran a en lui-même valeur d'exorcisme contre les djinns dans la pratique de la Roqya (Ruqiya).

## Dans le christianisme
Les différentes confessions chrétiennes se réfèrent au commandement de Jésus-Christ : « Guérissez les malades, ressuscitez les morts, purifiez les lépreux, expulsez les démons. Vous avez reçu gratuitement, donnez gratuitement. » Mt 10,8. L'exorcisme vise donc à libérer une personne d'une emprise démoniaque, par l'autorité qu'a lui-même le Christ sur les démons, qu'il a remise à son Église. 
Les évangiles synoptiques relatent six exorcismes accomplis par Jésus :  
- L'expulsion des démons chez les Gadaréniens (épisode connu aussi sous le nom du démoniaque gérasénien) dans Mt 8,28-32, Mc 5,1-20 et Lc 8,26-39.
- l'exorcisme sur un aveugle muet dans Mt 9,32-34, également avec une variante dans Mt 12,22 et Lc 11,14-15.
- La guérison de la fille d'une Cananéenne dans Mt 15,21-28 et Mc 7,24-30
- La guérison d'un épileptique dans Mt 17,14-20, Mc 9,17-29 et Lc 9,38-43
- la guérison d'un possédé à Capharnaüm dans Mc 1,23-26 et Lc 4,33-35
- la guérison de la femme courbée dans Lc 13,13

Selon Gilles Jeanguenin, prêtre exorciste, les évangélistes font la distinction dans leurs récits entre, d'une part, les guérisons des malades, et d'autre part, les exorcismes qui ont pour effet la guérison d'une maladie : « Jésus n'agit pas envers le possédé comme il le ferait avec un quelconque malade : il ne le touche pas, ne lui fait pas d'onction avec de l'huile, mais il intime l'ordre à Satan de s'en aller :  "Sors de cet homme." (Mc 5,8 3 ; cf. Mc 1,25 ; 9,25) »
Dans les évangiles, les douze apôtres reçoivent du Christ le pouvoir de chasser les démons. Dans Mc 3,14-15 : « Il en établit douze, pour les avoir avec lui, et pour les envoyer prêcher avec le pouvoir de chasser les démons. ». Également dans Mt 10,1 : « Puis, ayant appelé ses douze disciples, il leur donna le pouvoir de chasser les esprits impurs, et de guérir toute maladie et toute infirmité. ». Ce pouvoir est donné aussi aux soixante-douze disciples dont il est question dans Lc 10,17-20 : « Seigneur, même les démons nous sont soumis en ton nom ! ». Paul de Tarse, qui n'est ni un apôtre, ni l'un des disciples de Jésus, est le premier converti qui accomplit plusieurs exorcismes dans les Actes des Apôtres.

### La possession et l'exorcisme dans l'Église primitive
Dans le christianisme primitif, l'exorcisme fait partie intégrante du baptême en ce qu'il vise à soustraire le catéchumène au pouvoir de Satan. Il est également utilisé pour libérer les possédés des démons des païens. Les textes des nombreux pères de l’Église qui font référence à la possession et à l'exorcisme abondent entre le IIe siècle et la première moitié du IIIe siècle. Ils restent cependant discrets sur le contenu des exorcismes eux-mêmes, en dehors de ceux qui sont employés dans la liturgie baptismale.

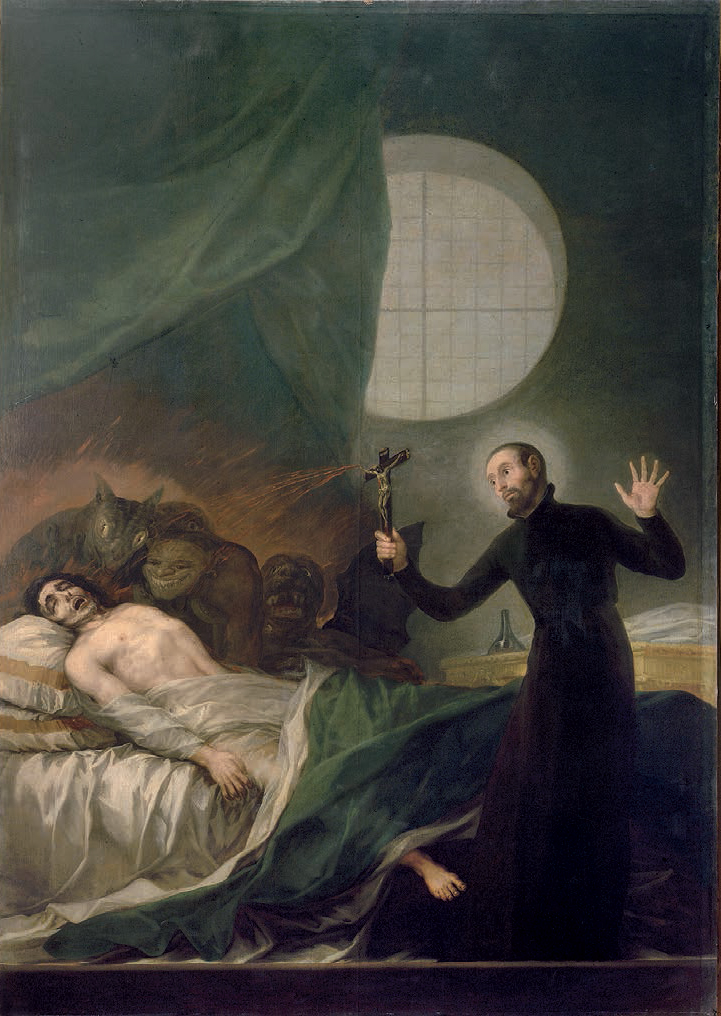
François Borgia exorcise un possédé avec un crucifix.

### Formalisation de l'exorcisme dans l’Église catholique

#### Nature et ministère de l'exorcisme
Dans le catholicisme, l'exorcisme fait partie des sacramentaux destinés à écarter les obstacles au sacrement. Le rituel du baptême comporte deux prières « d’exorcisme et de délivrance » prononcées par le prêtre ou le diacre officiant,.
L'exorcisme peut être réalisé soit par l'évêque du lieu, en tant que successeur des apôtres, soit par un prêtre avec sa permission selon le canon 1172 du Code de droit canonique. Le plus souvent ce ministère est confié à un exorciste diocésain, « un prêtre pieux, éclairé, prudent et de vie intègre ». Le pape, en tant qu'évêque de Rome, peut prononcer des exorcismes.

#### Actions des démons visées par l'exorcisme
On distingue l'action ordinaire des démons de leurs actions extraordinaires. Leur action ordinaire consiste dans la simple tentation décrite ainsi par Thomas d'Aquin dans la Somme théologique : « Le diable n'est pas cause du péché d’une manière directe ou suffisante, mais uniquement de la façon de quelqu'un qui persuade, ou à la façon de quelqu'un qui propose une chose désirable. » Cependant « il est bien clair que le diable ne peut en aucune façon amener fatalement l'homme à pécher ; le diable n'est pas la cause de toutes les fautes des hommes, à ce point d'insinuer chacune d'elles en particulier. ».
L'exorcisme vise à délivrer des actions extraordinaires des démons :
- l'infestation des lieux et des choses. Ainsi des lieux d'habitation où se sont déroulés des actes de sorcellerie ou des crimes ; des objets maléficiés.
- la vexation est une attaque extérieure contre les hommes (parfois les animaux). Le démon tourmente la personne dans son corps.
- l'obsession où le démon agit de manière externe sur l'imagination, la mémoire ou la sensibilité de la personne afin d'induire en elle des pensées envahissantes, hostiles à Dieu, à sa foi ou à sa loi.
- la possession qui est la forme la plus grave : elle est une action interne du démon qui agit sur le corps de la personne. Elle se traduit par des contorsions du corps, des blasphèmes, et des maladies inexpliquées. Les troubles physiques et psychiques ne sont évidemment pas tous causés par une possession[15]. Aussi, dans son préambule, le rituel romain destiné à l'exorcisme fixe trois critères pour reconnaître un cas de possession : « le fait de parler ou de comprendre une langue inconnue ; de dévoiler des faits lointains ou cachés ; de faire preuve de forces qui dépassent, selon l’âge ou la condition, les forces naturelles. »[16].

Le rituel précise qu' « il faut de plus être attentif à d'autres signes, principalement d'ordre moral et spirituel qui, d'une autre manière, manifestent l'intervention diabolique, comme par exemple une aversion violente envers Dieu, le saint Nom de Jésus, la bienheureuse Vierge Marie et les Saints, l'Église, la Parole de Dieu, les choses et les rites, en particulier ceux qui touchent aux sacrements, les images saintes. ».

#### Le rituel d'exorcisme
Le rituel romain de 1614 reprend les formules d'exorcisme utilisées à l'époque médiévale, comme celles qui sont contenues dans différents sacramentaires et le Pontifical romano-germanique. Le rituel a été modifié à plusieurs reprises, comme en 1925 où est ajouté l'Exorcismus in satanam et angelos apostaticos publié en 1890 par le pape Léon XIII. Cette édition désigne également le ministre de l'exorcisme conformément au Code de droit canonique de 1917 : il est désormais un prêtre désigné par l'évêque du lieu.  
L'édition de 1952 modifie les critères de discernement de la possession en prenant en compte les maladies psychiques : l'exorciste doit avoir la certitude que les troubles observés n'en sont pas la conséquence. Par ailleurs les trois critères traditionnels ne sont plus exclusifs, d'autres signes sont pris en compte, comme l'aversion pour les choses sacrées. La dernière modification est la promulgation en novembre 1998 du nouveau rituel. 
Avant le nouveau rituel de 1998, élaboré dans la suite du concile Vatican II, on distinguait les petits exorcismes du grand exorcisme. Les premiers pouvaient être récités par tout prêtre, et certaines de leurs formules par des laïcs, comme la prière à l'archange saint Michel de Léon XIII. Ils comprenaient exclusivement des prières déprécatoires, c'est-à-dire qui s'adressent à Dieu afin qu'il libère la personne des influences du démon,. Le second, qualifié parfois de « grand exorcisme », était en revanche réservé au seul prêtre exorciste. Il incluait des formules imprécatoires, c'est-à-dire adressées directement au démon auquel on commande de sortir du possédé. 
Le rituel de 1998 met fin à cette distinction et privilégie les prières déprécatoires par rapport aux prières imprécatoires. Il est en ce sens jugé comme moins théâtral. Des prières dites de délivrance, qui ne constituent pas un exorcisme à proprement parler, mais peuvent être assimilées aux anciens petits exorcismes, sont récitées par des prêtres, diacres et certains fidèles baptisés avec la permission de l'évêque, dans le but notamment de couper les liens avec un péché répété. En réponse cependant à la multiplication de « réunions de prière qui visent à obtenir la délivrance de l’influence des démons », la Congrégation pour la doctrine de la foi a rappelé en 1984 que seul un prêtre expressément mandaté par l'évêque peut exorciser et qu'« il n’est pas même permis aux fidèles d’employer la formule d’exorcisme contre Satan et les anges déchus, qui est tirée de la formule publiée par mandat du Souverain Pontife Léon XIII ». C'est dans de rares cas de possession avérée que le rituel d'exorcisme peut être utilisé sous sa forme solennelle.

## Dans la culture

### Littérature
- William Peter Blatty, L'Exorciste (1971) roman basé sur l'histoire vraie d'un adolescent du Maryland âgé de 14 ans[20].
- Henri Bosco, Un Rameau de la nuit (1950)[21]
- Pierre Boulle, À nous deux, Satan ! (1992)[source secondaire souhaitée]

### Cinéma
- William Friedkin, L'Exorciste (1973)[20]
- Hans-Christian Schmid, Requiem (2006) inspiré par les exorcismes pratiqués sur Anneliese Michel[22].
- Scott Derrickson, L'Exorcisme d'Emily Rose (2005) librement inspiré par le même cas[23].
- Julius Avery, L'Exorciste du Vatican (2023) librement inspiré par les exorcismes de Gabriele Amorth, ancien exorciste du diocèse de Rome[24].

## Sources

#### Religions antiques
- Daniel Barbu et Anne-Caroline Rendu Loisel, « Démons et exorcismes en Mésopotamie et en Judée », I Quaderni del Ramo d’Oro, no 2,‎ 2009, p. 304-366 (ISSN 2035-7524, lire en ligne)

#### Christianisme
- (en) Francis Young, A History of Exorcism in Catholic Christianity, Springer Publishing, coll. « Palgrave Historical Studies in Witchcraft and Magic », 2016, 275 p. (ISBN 978-3-319-29111-6)
- Robert Muchembled, Une histoire du diable, XIIe – XXe siècle, Seuil, 2017, 411 p. (ISBN 9782021015003)
- Yves Chiron, Exorcistes. Vingt siècles de lutte contre le diable, Mame, 2024, 216 p. (ISBN 9782728933877, présentation en ligne)
- Patrick Sbalchiero, Enquête sur les exorcismes. Une histoire du diable, Perrin, 2018 (ISBN 978-2-262-03764-2).
- Marc-Antoine Fontelle, « L’enquête préalable dans le Rituel latin de l’exorcisme de 1998 », L'Année canonique, Société Internationale de Droit Canonique, no 51,‎ 2009, p. 365-382 (lire en ligne)
- Jean-Baptiste Golfier (préf. Philippe-Marie Margelidon), Tactiques du diable et délivrances : Dieu fait-il concourir les démons au salut des hommes ?, Éditions Artège, 2018, 1056 p. (ISBN 9782249625893)
- Éric Baratay, « L'excommunication et l'exorcisme des animaux aux XVIIe – XVIIIe siècles, une négociation entre bêtes, fidèles et clergé », Revue d'Histoire Ecclésiastique, vol. 107, no 1,‎ 2012, p. 223-254 (HAL halshs-00734920v1, lire en ligne)
- Laurence Wuidar, « Les images et le diable. Pouvoir de séduction et destruction des images dans les pratiques d’exorcisme de la Renaissance », Bruniana & Campanelliana. Ricerche filosofiche e materiali storico-testuali, vol. 23, no 1,‎ 2017, p. 73-88 (lire en ligne)
- Laurence Wuidar, Fuga Satanae : musique et démonologie à l'aube des temps modernes, Genève, Droz, coll. « Cahiers d'Humanisme et Renaissance » (no 150), 2018, 337 p. (ISBN 978-2-600-05868-1, présentation en ligne)
- Jean-Baptiste Edart, « Prières de libération, deux approches contemporaines », Nouvelle revue théologique, vol. 142, no 3,‎ 23 juin 2020, p. 389–404 (ISSN 0029-4845, DOI 10.3917/nrt.423.0389, lire en ligne)

#### Islam
- Abderraouf Ben Halima, La Roqya : Traitement de la sorcellerie, djinns et mauvais œil par le Coran et la médecine prophétique, 2001 (ISBN 978-2912213129)
- Hanifa Touag, « Guérir par l’islam : L’adoption du rite prophétique – roqya – par les salafistes en France et en Belgique », dans Farid El Asri et Brigitte Maréchal, Islam belge au pluriel, Louvain-la-Neuve, Presses universitaires de Louvain, 2012, 326 p. (ISBN 978-2-87558-103-7, lire en ligne), p. 201-217

#### Approche psychiatrique
- Yves-Marie Bercé, Esprits et Démons : histoire des phénomènes d'hystérie collective, Paris, Librairie Vuibert, 2018